# Łokieć (Tatry)

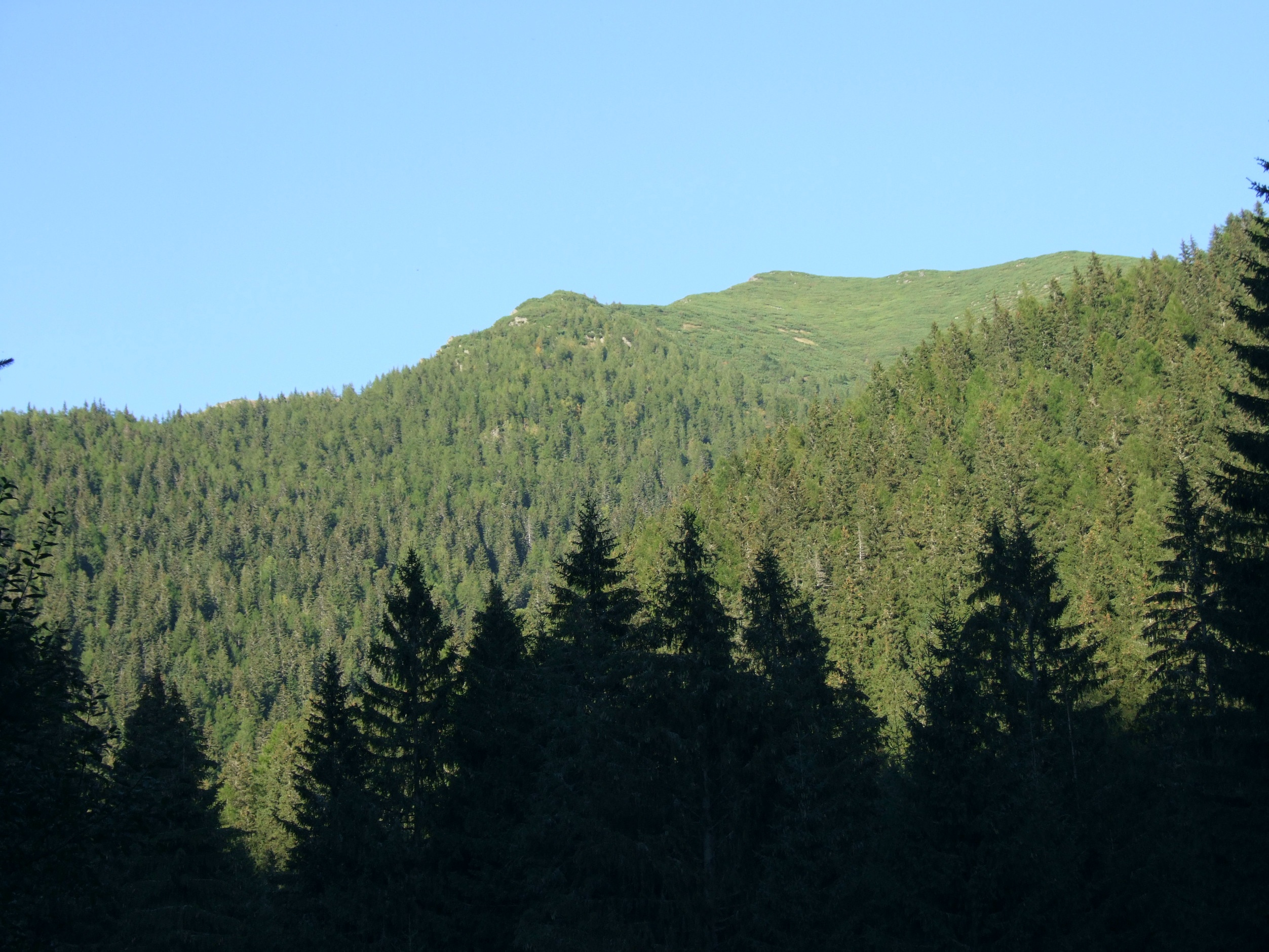
Widok z Doliny Żarskiej na Łokieć i Dolinę Bystrego Potoku

Łokieć (słow. Lakeť) – dolna część zachodniego grzbietu Barańca w słowackich Tatrach Zachodnich. Grzbiet ten nad Doliną Żarską wkrótce rozgałęzia się na krótką zachodnią grań zakończoną urwiskiem Czarnych Skał (nieco poniżej i naprzeciwko Schroniska Żarskiego) oraz dłuższy  południowo-zachodni grzbiet opadający do zarośniętej już Polany Porubskiej na dnie Doliny Żarskiej. Grzbiet ten w górnej części zwany jest Bystre (Bystré), niżej Łokieć i oddziela on Dolinę Żarską od jej odnogi – Doliny Bystrego Potoku.
Łokieć jest całkowicie zalesiony. Jego zachodnim podnóżem spływa potok Smreczanka, wzdłuż którego, w dolnej części zboczy Łokcia poprowadzono asfaltową szosę i szlak turystyczny do Schroniska Żarskiego. Niewiele powyżej tej drogi, w lesie, na zboczach Łokcia znajduje się na niewielkiej polance Łokieć niewidoczny ze szlaku domek myśliwski (Chata pod Lakťom).

## Szlaki turystyczne
– niebieski: wylot Doliny Żarskiej – Schronisko Żarskie. Czas przejścia: 2:10 h, 1:45
 rowerowy: Liptowski Mikułasz – Żar – Schronisko Żarskie